# Belbèze-en-Comminges
Belbèze-en-Comminges är en kommun i departementet Haute-Garonne i regionen Occitanien i södra Frankrike. Kommunen ligger i kantonen Salies-du-Salat som tillhör arrondissementet Saint-Gaudens. År 2022 hade Belbèze-en-Comminges 109 invånare.

## Befolkningsutveckling
Antalet invånare i kommunen Belbèze-en-Comminges
Referens:INSEE